# An Yong-hak
An Yong-Hak (sinh ngày 25 tháng 10 năm 1978) là một cầu thủ bóng đá người Bắc Triều Tiên. Ông là cựu thành viên của đội tuyển quốc gia CHDCND Triều Tiên.

## Đội tuyển quốc gia
An Yong-Hak thi đấu cho đội tuyển quốc gia CHDCND Triều Tiên từ năm 2002 đến 2012, ra sân 40 trận và ghi được 3 bàn thắng
| Đội tuyển bóng đá CHDCND Triều Tiên | Đội tuyển bóng đá CHDCND Triều Tiên | Đội tuyển bóng đá CHDCND Triều Tiên |
| Năm                                 | Trận                                | Bàn                                 |
| ----------------------------------- | ----------------------------------- | ----------------------------------- |
| 2002                                | 1                                   | 0                                   |
| 2003                                | 0                                   | 0                                   |
| 2004                                | 2                                   | 2                                   |
| 2005                                | 3                                   | 0                                   |
| 2006                                | 0                                   | 0                                   |
| 2007                                | 0                                   | 0                                   |
| 2008                                | 12                                  | 0                                   |
| 2009                                | 4                                   | 0                                   |
| 2010                                | 4                                   | 0                                   |
| 2011                                | 8                                   | 0                                   |
| 2012                                | 5                                   | 1                                   |
| Tổng cộng                           | 39                                  | 3                                   |

### Bàn thắng quốc tế
| #  | Ngày                | Địa điểm                                               | Đối thủ  | Ghi bàn | Kết quả | Giải đấu                 |
| -- | ------------------- | ------------------------------------------------------ | -------- | ------- | ------- | ------------------------ |
| 1. | 8 tháng 9 năm 2004  | Sân vận động Yanggakdo, Bình Nhưỡng, CHDCND Triều Tiên | Thái Lan | 1–0     | 4–1     | Vòng loại World Cup 2006 |
| 2. | 8 tháng 9 năm 2004  | Sân vận động Yanggakdo, Bình Nhưỡng, CHDCND Triều Tiên | Thái Lan | 4–1     | 4–1     | Vòng loại World Cup 2006 |
| 3. | 5 tháng 12 năm 2012 | Sân vận động Hồng Kông, Hồng Kông                      | Úc       | 1–1     | 1–1     | EAFF East Asian Cup 2013 |